# Jeanne Herry

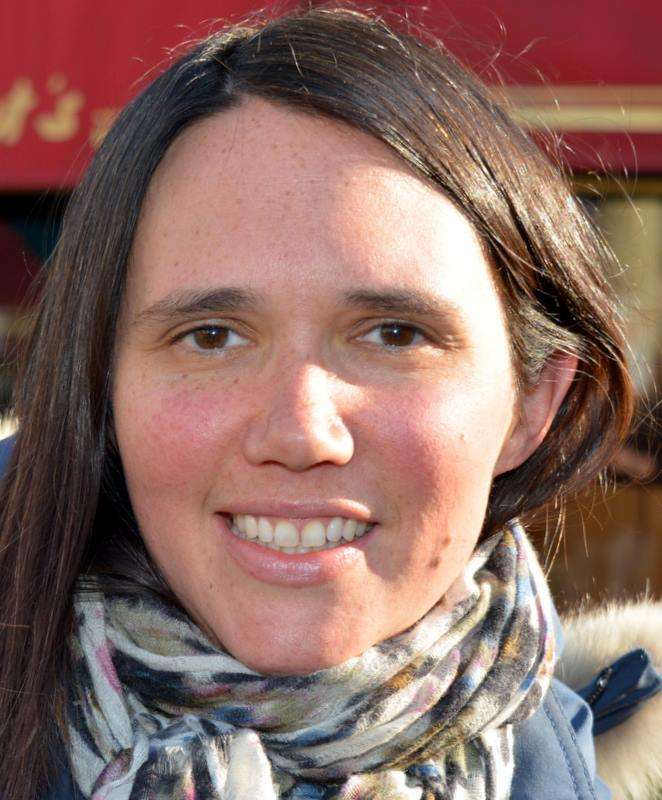
Jeanne Herry

Jeanne Herry (* 19. April 1978) ist eine französische Filmregisseurin, Drehbuchautorin und Filmschauspielerin.

## Leben
Jeanne Herry ist eine Tochter der Schauspielerin Miou-Miou und des Chansonniers Julien Clerc. Sie wurde am Conservatoire national supérieur d’art dramatique in Paris zur Schauspielerin ausgebildet. Sie ist seit 1990 als Schauspielerin in Film und Fernsehen und im Theater zu sehen. Ihr Spielfilm-Debüt als Filmemacherin erschien 2014. Für dieses, Elle l’adore, wurde sie für einen César für das beste Erstlingswerk nominiert. Für ihren Film In sicheren Händen wurde sie bei der César-Verleihung 2019 für den besten Film, die beste Regie und das beste Original-Drehbuch nominiert.

## Filmografie (Auswahl)

### Schauspielerin
- 1990: Eine Komödie im Mai (Milou en mai)
- 2004: La Nourrice
- 2005: Gabrielle – Liebe meines Lebens (Gabrielle)
- 2006: Jean-Philippe
- 2019: Les petits flocons

### Regisseurin
- 2014: Elle l’adore
- 2017: Call My Agent! (Fernsehserie, 2 Folgen)
- 2018: In sicheren Händen (Pupille)
- 2019: Mouche (Fernsehserie, 6 Folgen)
- 2023: All eure Gesichter (Je verrai toujours vos visages)

### Drehbuchautorin
- 2014: Elle l’adore
- 2017: Call My Agent! (Fernsehserie, 1 Folge)
- 2018: In sicheren Händen (Pupille)
- 2019: Les petits flocons
- 2023: All eure Gesichter (Je verrai toujours vos visages)